# Beekman Place
Beekman Place es una pequeña calle situada en el barrio de Turtle Bay, en el Lado Este de Manhattan, Nueva York. La calle, que discurre de norte a sur a lo largo de dos manzanas, está situada entre el extremo oriental de la calle 51 y Mitchell Place, donde termina en un muro de contención sobre la calle 49, con vistas a las torres de apartamentos de cristal de 860 y 870 United Nations Plaza, justo al norte de la sede de las Naciones Unidas. "Beekman Place" también hace referencia al pequeño enclave residencial que rodea la propia calle.  Debe su nombre a la familia Beekman, influyente en el desarrollo de la ciudad de Nueva York.